# Тейлор, Рип
Чарльз Элмер «Рип» Тейлор-младший (англ. Charles Elmer "Rip" Taylor Jr. , 13 января 1931, Вашингтон — 6 октября 2019, Лос-Анджелес, Калифорния) — американский комик и актёр, на протяжении шестидесяти лет выступавший на телевидении, в кино, а также в ночных клубах Лос-Анджелеса. Тейлор запомнился зрителям благодаря яркой внешности, в особенности пышным усам, любовью к парикам, и по привычке устраивать дождь из конфетти на различных развлекательных шоу.
Рип Тейлор играл в кино небольшие роли-камео, зачастую играя самого себя; наиболее известные фильмы с его участием это «Амазонки на Луне» (1987), «Один дома 2» (1992), «Непристойное предложение» (1993), «Дюки из Хаззарда» (2005). Он также снимался в серии каскадёрских фильмов «Чудаки» по приглашению Джонни Ноксвилла.

## Биография
Чарльз Элмер Тейлор-младший родился в Вашингтоне, округ Колумбия, 13 января 1931 года в семье Элизабет Сью Эванс (1911—2000), официантки и бывшей государственной служащей, и музыканта Чарльза Элмера Тейлора. Его отец умер в 1933, когда ему было два года. Как описано в его персональном шоу 2010 года «It Ain’t All Confetti», у Тейлора было тяжелое детство, которое включало в себя домогательства в приемной семье и стычки с хулиганами в школе. Подростком он учился в школе Capitol Page. Во времена Корейской войны служил в Корпусе связи армии США. В итоге Тейлор попал в специальное развлекательное подразделение, где он выступал перед американскими войсками в Токио и Корее.
В 1981 году Рип Тейлор впервые выступил на Бродвее, когда заменил Микки Руни в бурлеск-мюзикле Sugar Babies. В 1993 году сыграл мистера Лэнгфорда в эротической драме «Непристойное предложение», в котором его коллегами по съёмочной площадке стали Роберт Редфорд и Деми Мур
В 1995 году Рип Тейлор записал интро под названием Rip Taylor Is God к дебютному альбому группы Bloodhound Gang — Use Your Fingers, также он упоминается в песне We Are the Knuckleheads этого альбома.
С 2006 по 2008 год работал над озвучкой мультсериала «Новая школа императора».
Тейлор умер 6 октября 2019 года в медицинском центре Cedars-Sinai в Лос-Анджелесе, куда он попал неделей ранее из-за эпилептического припадка. В его свидетельстве о смерти одной из причин была указана сердечная недостаточность. Хотя Тейлор часто указывал год своего рождения как 1935, его свидетельство о смерти и записи переписи населения подтверждают, что он родился в 1931 году. Его прах развеяли над морем на Гавайях.

## Фильмография
| Год       |    | Русское название                      | Оригинальное название                          | Роль                                  |
| --------- | -- | ------------------------------------- | ---------------------------------------------- | ------------------------------------- |
| 1979      | мф | Скуби-Ду едет в Голливуд              | Scooby-Doo Goes Hollywood                      | Си-Джей                               |
| 1982      | ф  | Укуренные 4                           | Things Are Tough All Over                      | в роли самого себя                    |
| 1987      | ф  | Амазонки на Луне                      | Amazon Women on the Moon                       | в роли самого себя                    |
| 1989      | с  | Санта-Барбара                         | Santa Barbara                                  | Сидни Ларкин                          |
| 1990      | мф | Утиные истории: Заветная лампа        | DuckTales the Movie: Treasure of the Lost Lamp | Джинн                                 |
| 1992      | ф  | Один дома 2: Потерявшийся в Нью-Йорке | Home Alone 2: Lost in New York                 | знаменитость #1                       |
| 1992—1993 | мс | Семейка Аддамс                        | The Addams Family                              | дядя Фестер                           |
| 1993      | ф  | Непристойное предложение              | Indecent Proposal                              | мистер Лэнгфорд                       |
| 1993      | ф  | Мир Уэйна 2                           | Wayne's World 2                                | в роли самого себя                    |
| 1994      | ф  | Молчание ветчины                      | The Silence of the Hams                        | мистер Лорел                          |
| 1995      | ф  | Беглецы компьютерных сетей            | Virtual Combat / Grid Runners                  | голографический рекламщик             |
| 2002      | ф  | Чудаки                                | Jackass: The Movie                             | в роли самого себя                    |
| 2002—2003 | с  | Жизнь с Бонни                         | Life with Bonnie                               | шеф-повар Рэппин Рип                  |
| 2003      | ф  | Алекс и Эмма                          | Alex & Emma                                    | отец Полины Делакруа                  |
| 2003      | мф | Скуби-Ду и монстр из Мексики          | Scooby-Doo! and the Monster of Mexico          | мистер Смайли / призрак сеньора Отеро |
| 2004      | с  | Уилл и Грейс                          | Will & Grace                                   | в роли самого себя                    |
| 2005      | ф  | Дюки из Хаззарда                      | The Dukes of Hazzard                           | в роли самого себя                    |
| 2006      | ф  | Придурки                              | Jackass: Number Two                            | в роли самого себя                    |
| 2006      | с  | Всё тип-топ, или Жизнь Зака и Коди    | The Suite Life of Zack & Cody                  | Лео                                   |
| 2006—2008 | мс | Новая школа императора                | The Emperor's New School                       | хранитель записей императора          |
| 2010      | ф  | Чудаки 3D                             | Jackass 3D                                     | в роли самого себя                    |